# Джадж, Уильям Кван
Уильям Кван Джадж (англ. William Quan Judge; 13 апреля 1851 — 21 марта 1896) — американский писатель и юрист, один из трёх главных основателей Теософского общества, оккультист.

## Детство
Уильям Кван Джадж родился 13 апреля 1851 года в Дублине, Ирландия. Его отец, Фредерик Х. Джадж, был мистиком и масоном. Его мать, Алиса Мария Кван, умерла при родах после седьмой беременности.
Уильям рос хилым ребёнком и в шесть лет серьёзно заболел. Врач сообщил его родным, что больной не выживет, и вскоре констатировал смерть. Однако вопреки медицинской науке, Уильям пришёл в сознание и начал постепенно выздоравливать. После выздоровления у него обнаружились способности и знания, которые раньше не проявлялись. Внешне он казался тем же самым и, в то же время внутренне изменился радикальным образом: семье, можно сказать, пришлось знакомиться с ним заново. Никто не знал, что он умеет читать, но, после выздоровления, на восьмом году жизни, он стал внимательно изучать все доступные ему книги по месмеризму, френологии, религии, магии и философии.

## В Америке
До тринадцати лет Уильям воспитывался в Дублине, затем его отец переехал со всеми детьми в США, прибыв в Нью-Йорк 14 июля 1864 года. Какое-то время старший Джадж и его дети жили в старом Коммерческом отеле на Кортлэнской улице, потом на Десятой улице, после чего они обосновались в Бруклине. Сначала Уильям работал в Нью-Йорке клерком, а затем начал изучать право в юридической конторе Джорджа П. Андрюса.
В 21 год он стал американским гражданином. В том же году, сдав экзамен, получил право на юридическую практику. Как адвокат, он специализировался в коммерческом праве. Как юрист отличался аккуратностью, упорством и трудолюбием, завоевав этим уважение, как со стороны работодателей, так и клиентов.
В 1874 году он женился на Элле М. Смит из Бруклина.

## Блаватская, Олкотт итеософия
В 1874 году Джадж узнал о Е. П. Блаватской. Ему попалась книга Г. С. Олкотта «Люди с того света», очень его заинтересовавшая. Джадж написал автору, чтобы узнать адрес заслуживающего доверия медиума. В это время поднялась волна интереса к оккультизму, и начались дискуссии о нём. Эксперименты нескольких людей, включая  Блаватскую, на ферме братьев Эдди были предметом широкого обсуждения. Полковник Олкотт предложил Джаджу встретиться с Блаватской. Джадж позднее рассказал:

«Наша первая в этой жизни встреча с Е. П. Б. произошла в 1875 году в Нью-Йорке. Полковник Г. С. Олкотт позвонил мне по её просьбе из квартиры на Ирвинг Плэйс… Меня поразили её глаза, глаза человека, которого я знал в давно прожитых жизнях. Во время первой встречи она взглянула на меня, как бы узнавая, и с тех пор этот взгляд никогда не менялся… Это было так, как будто накануне вечером мы разошлись по домам, отложив на завтра задачи, требующие обоюдного участия. Мы были учителем и учеником, старшим и младшим братьями, стремящимися к одной цели».
В сентябре 1875 года Генри Стил  Олкотт предложил образовать общество для изучения оккультизма, каббалы и т. п. Уильям Джадж, энергичный, идеалистически настроенный молодой человек, был среди тех, кто стоял у истоков Теософского Общества. Когда в 1878 году Е. Блаватская и Г. С. Олкотт отбыли в Индию, он продолжил теософскую работу в Америке, не прекращая своей юридической практики. В конце 1883 года Нью-Йоркское общество было преобразовано в «Арийскую Теософскую Ложу», и Джадж был избран её президентом. 
В 1884 году он отправился в Индию для временного исполнения обязанностей президента ввиду отъезда руководителей Теософского общества в Европу.
В 1886 году «Арийская Теософская Ложа» была преобразована в Американское Отделение Теософского Общества; Джадж стал его генеральным секретарём. В 1886 году Джадж начал издавать  ежемесячный теософский журнал «Путь» (англ. The Path), который существует и поныне.
В 1888 году он помогал Елене Блаватской в организации её Эзотерической школы. После смерти Е. П. Блаватской Джадж и Безант  вместе руководили Эзотерической школой.

## Публикация в «Сан»
1 июня 1890 года ежедневная нью-йоркская газета «Сан» опубликовала редакционную статью о теософии. Материалы для публикации были предоставлены бывшим членом Теософского Общества профессором Эллиотом Коузом. В статье говорилось, что теософия — это ложная религия, утверждалось, что профессор Коуз «разоблачил ложь и мошенничество Блаватской, после того как она несколько лет морочила ему голову». Затем 20 июля 1890 года в воскресном приложении к «Сан» появилось обширное  интервью с самим Коузом под заголовком «Блаватская разоблачена», в котором он продолжил развитие тем, начатых в редакционной статье. Кроме Блаватской были упомянуты Олкотт и Джадж, которых Коуз представил как обманутых и, вместе с тем, добровольных её сообщников.
Адвокатами Блаватской было возбуждено два дела: одно против Коуза, второе против газеты. Им был предъявлен иск за нанесение морального ущерба в размере 50 тыс. долларов. Второе дело, о клевете на Теософское Общество Нью-Йорка, возбудил против газеты Джадж, с иском в размере 60 тыс. долларов. Именно иск Джаджа и заставил «Сан», несмотря на смерть Блаватской, пойти на попятную.
В номере от 26 сентября 1892 года «Сан» поместила статью Джаджа, предварив её следующим собственным заявлением:

«На следующей странице мы помещаем статью, в которой м-р Уильям К. Джадж рассказывает о романтической и необычной жизни покойной г-жи Елены П. Блаватской. Мы пользуемся этим случаем, чтобы сказать, что статья д-ра Э. Ф. Коуза из Вашингтона, в которой содержались голословные обвинения личного характера в адрес г-жи Блаватской, а также её последователей, появилась 20 июля 1890 года на страницах „Сан“ в результате того, что редакция была введена в заблуждение. Эти обвинения, как выяснилось, не имели под собой веских оснований. Статья м-ра Джаджа снимает все вопросы относительно г-жи Блаватской, возникшие в связи с публикацией д-ра Коуза. Со своей стороны, мы хотим заявить, что выпады д-ра Коуза в адрес Теософского общества и лично м-ра Джаджа не подкреплены доказательствами, а посему их не следовало публиковать».
В своей статье о Блаватской Джадж, в частности, писал, что целью и задачей её жизни было разбить кандалы, выкованные духовенством для человеческого разума. Она хотела, чтобы все люди поняли, что должны сами нести бремя своих грехов, что никто другой не может сделать этого за них. Поэтому она принесла на Запад древние восточные учения о карме и перевоплощении. В конце статьи Джадж отметил:

«С 1875 года жизнь её состояла в одном неустанном стремлении привлечь в Теософское общество тех, кто способен бескорыстно трудиться, распространяя ту этику и философию, которые призваны осуществить идею братства человечества, доказывая подлинное единство и изначальную необособленность каждого существа. В своих книгах она преследовала ясно сформулированную цель — дать материал для интеллектуального и научного продвижения в этом направлении. Предложенная ею теория происхождения человека, его возможностей и предназначения, основанная на древних индийских источниках, отводит нам место гораздо более значительное, чем в подходе любой западной религии или науки. Согласно этой теории, каждому даны возможности развить в себе богоподобные силы и, в конечном итоге, стать сотрудником природы».

## Последние годы
В 1893 году Джадж опубликовал книгу «Океан теософии», представляющую собой компендиум теософской доктрины.
Между тем, к 1894 году разногласия в связи с непризнанием руководством Теософского Общества подлинности полученного Джаджем послания от махатм привели к конфликту Джаджа с Олкоттом и Безант. В конце концов, в июне 1895 года Американская секция Теософского Общества объявила о своей «полной и абсолютной автономии», выделилась в независимое Американское Теософское Общество, и Джадж был избран его президентом. Организация, происходящая из фракции Олкотта, базируется в настоящее время в Индии и известна как Теософское общество Адьяр, в то время как организация Джаджа известна как Теософское общество Пасадена.
Выполняя работу адвоката, Джадж побывал в Южной Америке, где заразился тяжёлой формой малярии, от которой умирали, как правило, на двенадцатом году после заражения. Однако Джадж, несмотря на болезнь, никогда не оставлял главного дела своей жизни. 1896 год был двенадцатым годом его болезни.
Скульптор А. Линдстрем, никогда не видевший Джаджа в жизни, делал слепок с головы умершего. Вот его мнение:

«Делая посмертную маску, я был потрясён формой головы мистера Джаджа, которая разительно отличалась от всего, что я когда-либо видел. Головы большинства выдающихся людей показывают развитие какой-нибудь одной, возможно нескольких способностей в ущерб другим. Я сразу же заметил, что голова мистера Джаджа свидетельствует о высоком, равномерном и хорошо сбалансированном развитии всех способностей. Это удивительное сочетание огромной силы воли с развитой в равной степени мягкостью, высшая практичность и приспособляемость с высоко идеалистичным характером, гигантский интеллект рука об руку с бескорыстием и скромностью…
Я считаю, что из всех черт нос наиболее точно определяет характер. Его нос был самой выдающейся чертой его внешности. Он показывал огромную силу и одновременно полный контроль над каждой мыслью и каждым действием, свидетельствовал о деликатности и чувствительности его натуры. Его рот отражал нежность и твёрдость в равной мере. Скулы свидетельствовали о силе воли. Мягкие волосы показывали утончённость и доброту. Взятое вместе всё это свидетельствовало о гармоничном развитии, отсутствии пороков. Внимательное изучение его головы в каждом аспекте доказывает, что он был великий и благородный человек. Если такой человек посвятил свою жизнь Теософскому Обществу, я думаю, что у такого Общества великая миссия».

## Интересные факты
- Джадж рассказал о случае, произошедшем в декабре 1888 года в Лондоне.

«Два года назад я потерял в Нью-Йорке одну бумагу, которая представляла для меня довольно большой интерес. Я не думаю, что кто-нибудь, кроме меня, знал о ней, и абсолютно точно, что я не говорил о её потере никому. Однажды вечером, примерно две недели назад, когда я находился в гостиной мадам Блаватской вместе с м-ром Кейтли и с ещё несколькими людьми, я вдруг задумался об этой бумаге. Мадам встала, прошла в соседнюю комнату и почти сразу вернулась оттуда, подавая мне листок бумаги. Я развернул его и обнаружил, что это точная копия той бумаги, что была у меня два года назад. Это действительно была факсимильная копия, как я немедленно убедился. Я поблагодарил её, а она ответила: „Ну, я просто заметила в твоей голове, что она нужна тебе“».
- Джадж приехал в 1884 году в Париж, чтобы принять участие в работе над «Тайной Доктриной». Неожиданно с ним приключился сильнейший приступ депрессии. Блаватская объяснила это тем, что, пребывая в настоящем, он попал в поток из прошлого, в котором циркулирует несколько старых элементариев[K 4], которых она видела. Она дала ему поносить в течение дня своё кольцо — ценный талисман, имеющий большую силу. На нём был изображён двойной треугольник, и написано слово «жизнь» на санскрите. Это помогло, но всё это время Джадж чувствовал, что должен что-то сделать[22].
- Персонаж двух книг А. Безант и Ч. Ледбитера, названный ими «Phocea», в своём последнем воплощении был известен как У. К. Джадж[K 5].

## Комментарии
1. ↑  «Works: 281 works in 715 publications in 6 languages and 2,532 library holdings»[5].
2. ↑  Их единственный ребёнок, девочка, умерла в детстве от болезни[7].
3. ↑  Когда Джадж объявил, что он получил письмо от махатм, его оппоненты в Обществе обвинили его в подделке[18].
4. ↑  Согласно представлениям теософов, это развоплощённые души развращённых людей (см., например, книгу Безант «Смерть и за гробом»).
5. ↑  См.: Безант А., Ледбитер Ч. «Человек: откуда, как и куда, запись ясновидческого исследования» или Безант А., Ледбитер Ч. «Жизни Алкиона», (1—6).

### Научные публикации
- Judge William Quan // The National Cyclopaedia of American Biography. — New York: James T. White & Company, 1916. — Vol. XV. — P. 337.
- Judge, William Quan 1851—1896 (англ.). OCLC WorldCat. Дата обращения: 24 января 2016.
- Hammer O. Claiming Knowledge: Strategies of Epistemology from Theosophy to the New Age. — Переиздание 2001. — Boston: Brill, 2003. — 550 p. — (Studies in the history of religions). — ISBN 9789004136380.
- Kuhn A. B. Theosophy: A Modern Revival of Ancient Wisdom. — Whitefish, MT: Kessinger Publishing, 1992. — 381 p. — (American religion series: Studies in religion and culture). — ISBN 978-1-56459-175-3.
- Melton J. G. Theosophy (англ.) // Encyclopædia Britannica Online : сайт. — 2015.
- Melton J. G. Encyclopedic Handbook of Cults in America. — First published in 1992. — New York: Routledge, 2014. — 424 p. — ISBN 9781135539986.

### Публикации сторонников и последователей
- W. Q. Judge (англ.) // The Theosophical Society, Adyar : сайт. — 2010.
- Caldwell D. H. The Esoteric World of Madame Blavatsky. — Reprint. — Theosophical Publishing House, 2001. — 451 p. — ISBN 9780835607940.
- Olcott H. S. Old Diary Leaves 1875-8: The True Story of the Theosophical Society. — Reprint. — Cambridge University Press, 2011. — 530 p. — ISBN 9781108072939.
- Olcott H. S. Old Diary Leaves 1893-6: The Only Authentic History of the Theosophical Society. — Reprint. — Cambridge University Press, 2011. — 556 p. — ISBN 9781108072922.
- Judge, William Quan (1851—1896) (англ.) // Theosophy Forward : сайт. — 2011.
- Уильям К. Джадж и его «Путь» / Пер. с англ. Л. Лещинер. — Online Edition. — Theosophical University Press, 2007. — ISBN 978-1-55700-189-4.
- Крэнстон С. Е. П. Блаватская. Жизнь и творчество основательницы современного теософского движения = HPB: the extraordinary life and influence of Helena Blavatsky, founder of the modern Theosophical movement / Под ред. Л. Л. Данилова. — Рига: ЛИГАТМА, 1999. — ISBN 5-7738-0017-9.